# Idaea trilinearia
Idaea trilinearia là một loài bướm đêm trong họ Geometridae.